# Malpulutta kretseri
Malpulutta kretseri là một loài cá trong họ Belontiidae. Chúng là loài đặc hữu của Sri Lanka.